# Хајдусобосло
Хајдусобосло (мађ. Hajdúszoboszló) град је у Мађарској. Хајдусобосло је трећи по величини град у оквиру жупаније Хајду-Бихар.
Град има 23.870 становника према подацима из 2004. године.

## Географија
Град Хајдусобосло се налази у источном делу Мађарске. Од престонице Будимпеште град је удаљен око 220 километара источно, а од најближег већег града, Дебрецина, 20 километара југозападно. Град се налази у источном делу Панонске низије и нема излаз на реку или језеро.

## Становништво
По процени из 2017. у граду је живело 23.781 становника.
| 1990.  | 2001.  | 2011.  | 2017.  |
| ------ | ------ | ------ | ------ |
| 23.891 | 23.425 | 23.933 | 23.781 |

## Партнерски градови
- Бад Дирхајм
- Лухачовице
- Валкеакоски

## Галерија
- Споменик Бочкаи Иштвана у градском језгру
- Споменик испред главне цркве
- Водени парк на ободу града